# Моран, Лейдер
Лейдер Моран Мина (исп. Leyder Moran Mina; род. 25 декабря 2004, Ллоро, Чоко) — колумбийский футболист, полузащитник клуба «Онсе Кальдас».

## Клубная карьера
Моран — воспитанник клуба «Онсе Кальдас». 2 апреля 2023 года в матче против «Энвигадо» он дебютировал в Кубке Мустанга.